# NGC 4349-127
NGC 4349-127 — красный гигант спектрального класса M III в созвездии Южного Креста на расстоянии примерно 6270 световых лет от Солнечной системы. Звезда относится к рассеянному звёздному скоплению NGC 4349, которое расположено примерно в 6500 световых годах (2000 пк) от Солнца. Масса звезды составляет порядка 4 солнечных массы, а возраст — 200 млн лет. В 2007 году на орбите звезды был обнаружен субзвёздный компаньон, вероятно, коричневый карлик.

## Планетная система
NGC 4349-127 b — массивный газовый гигант или небольшой коричневый карлик с массой порядка 20 масс Юпитера. Он обращается вокруг родительской звезды на среднем расстоянии 2.38 а.е. и совершает полный оборот за 677,8 земных дней. Орбита объекта обладает заметным эксцентриситетом и напоминает орбиту Меркурия в нашей Солнечной системе.
Объект был открыт в Обсерватории Женевы с помощью измерения радиальных скоростей.